# Храм Аполлона (Помпеи)
Храм Аполлона — храм, посвященный греческому и римскому божеству Аполлону в древнеримском городе Помпеи, на юге Италии. Разрушен после землетрясения 62-го года и пострадал от последствий извержения 79-го года. В результате археологических раскопок Помпей был найден. Храм Аполлона один из старейших храмов города и на протяжении многих лет оставался очень популярным.

## История
Строительство храма восходит к восьмому или седьмому веку до нашей эры, скорее всего это была открытая местность с алтарями, а первое здание было построено в шестом веке до нашей эры. В самнитский период храм был восстановлен по приказу квестора Оппиуса Компануса, о чём свидетельствуют эпиграфы на плитах пола, написанные на оскском языке.
Аполлон стал главным божеством Помпей, а храм религиозным центром города, но во время культа Юпитера храм утратил свою важность. Во время правления Августа в храме были установлены солнечные часы и построена стена, огораживающая храм от соседних домов. В этот же период проводились игры, называемые Ludi Apollinarians, которые, вероятно, были придуманы потому что Аполлон был покровителем города или для процветания торговли. Храм сильно пострадал из-за землетрясения 62 года. Также пострадал и остался под выбросами пепла и пирокластических потоков вместе с остальными Помпеями, после извержения 79-го года.

## Архитектура
Храм представляет собой здание, к которому ведет лестница. Перед лестницей располагается алтарь. Весь храм окружает колоннада из 28 колонн (полностью сохранились лишь 2) и портик. Внутренние ниши расписаны сценами из троянской войны. На пьедесталах стояли статуи, включая сохранившиеся статуи Венеры, Гермафродита, бронзового Аполлона, Гермеса и бюст Артемиды с луком.